# Správní obvod obce s rozšířenou působností Sokolov
Správní obvod obce s rozšířenou působností Sokolov je spolu s Kraslicemi jedním ze dvou správních obvodů obcí s rozšířenou působností v okrese Sokolov v Karlovarském kraji. Správní obvod zahrnuje města Březová, Habartov, Horní Slavkov, Chodov, Krásno, Kynšperk nad Ohří, Loket, Nové Sedlo a Sokolov a 21 dalších obcí. Rozloha správního obvodu činí 489,19 km² a v roce 2020 zde žilo 75 028 obyvatel, hustota zalidnění tedy činí 153 obyvatel na km².
Správní obvod obce s rozšířenou působností Sokolov zahrnuje správní obvody obcí s pověřeným obecním úřadem Horní Slavkov, Chodov,
Kynšperk nad Ohří, Loket a Sokolov.

## Územní vymezení
Seznam obcí, jejichž územím je správní obvod tvořen, včetně výčtu místních částí (v závorkách). Města jsou vyznačena tučně, městyse kurzívou.
| - Březová (Arnoltov, Kamenice, Kostelní Bříza, Lobzy, Rudolec, Tisová) - Bukovany - Citice (Hlavno) - Dasnice - Dolní Nivy (Boučí, Horní Nivy, Horní Rozmyšl) - Dolní Rychnov - Habartov (Horní Částkov, Kluč, Lítov, Úžlabí) - Horní Slavkov - Chlum Svaté Maří - Chodov (Stará Chodovská) - Josefov (Hřebeny, Luh nad Svatavou, Radvanov) - Kaceřov (Horní Pochlovice) - Krajková (Anenská Ves, Bernov, Dolina, Hrádek, Květná, Libnov) - Královské Poříčí (Jehličná) - Krásno | - Kynšperk nad Ohří (Dolní Pochlovice, Dvorečky, Chotíkov, Kamenný Dvůr, Liboc, Štědrá, Zlatá) - Libavské Údolí - Loket (Dvory, Nadlesí, Údolí) - Lomnice (Týn) - Nová Ves (Louka) - Nové Sedlo (Chranišov, Loučky) - Rovná (Podstrání) - Sokolov (Hrušková, Novina, Vítkov) - Staré Sedlo - Svatava - Šabina - Tatrovice - Těšovice - Vintířov - Vřesová |

## Obyvatelstvo
| Rok  | Obyv.  | ± %     |
| ---- | ------ | ------- |
| 1869 | 57 648 | —       |
| 1880 | 62 753 | +8,9 %  |
| 1890 | 70 123 | +11,7 % |
| 1900 | 84 882 | +21 %   |
| 1910 | 91 539 | +7,8 %  |

| Rok  | Obyv.  | ± %     |
| ---- | ------ | ------- |
| 1921 | 90 369 | −1,3 %  |
| 1930 | 96 941 | +7,3 %  |
| 1950 | 53 160 | −45,2 % |
| 1961 | 64 707 | +21,7 % |
| 1970 | 74 564 | +15,2 % |

| Rok  | Obyv.  | ± %    |
| ---- | ------ | ------ |
| 1980 | 80 514 | +8 %   |
| 1991 | 78 545 | −2,4 % |
| 2001 | 79 501 | +1,2 % |
| 2011 | 76 806 | −3,4 % |
| 2021 | 71 776 | −6,5 % |